# Alvalade (Lissabon)
Alvalade is een plaats (freguesia) in de Portugese gemeente Lissabon en telt 33.309 inwoners (2021).

## Indeling
In 2012 werd de freguesia Alvalade samengevoegd met de freguesia's Campo Grande en São João de Brito.
| Huidige freguesia | Huidige freguesia | Huidige freguesia | Freguesias voor 2012 | Freguesias voor 2012 | Freguesias voor 2012 |
| Freguesia         | Inwoners          | Oppervlakte       | Freguesias           | Inwoners             | Oppervlakte          |
| ----------------- | ----------------- | ----------------- | -------------------- | -------------------- | -------------------- |
| Alvalade          | 31.813            | 5,34 km²          | Alvalade             | 8.869                | 0,60 km²             |
| Alvalade          | 31.813            | 5,34 km²          | Campo Grande         | 10.514               | 2,45 km²             |
| Alvalade          | 31.813            | 5,34 km²          | São João de Brito    | 11.727               | 2,23 km²             |
| Census: 2011      |                   |                   |                      |                      |                      |

| Detailkaart              |
| ------------------------ |
|                          |
| Indeling voor en na 2012 |